# Spin-Bahn-Kopplung
Die Spin-Bahn-Kopplung oder Spin-Bahn-Wechselwirkung ist eine in der Atom-, Kern- und Elementarteilchenphysik und Festkörperphysik auftretende Wechselwirkung, deren Stärke von der Stellung des Spins des Teilchens relativ zu seinem Bahndrehimpuls abhängt. Bei gebundenen Teilchen führt die Spin-Bahn-Wechselwirkung zu einer Aufspaltung von Energieniveaus, die zur Feinstruktur des Niveauschemas beiträgt. Für die Elektronen der Atomhülle sind diese Effekte relativ geringfügig, haben aber wichtige Auswirkungen auf den Atombau.
Die Spin-Bahn-Wechselwirkung wird im Rahmen der nichtrelativistischen Quantenmechanik durch einen eigenen Term in der Schrödingergleichung ausgedrückt, der das Skalarprodukt von Bahn- und Spindrehimpuls des Teilchens enthält. In der relativistischen Quantenmechanik ergibt sich ein entsprechender Energiebeitrag automatisch.

## Gebundene Teilchen
Die Spin-Bahn-Wechselwirkung wurde bei den Elektronen in der Atomhülle zuerst beobachtet. Hier bewirkt sie eine Aufspaltung der Spektrallinien und trägt damit (neben relativistischen Effekten und dem Darwin-Term) zur Feinstruktur der Atomspektren bei. Ein bekannter Fall ist die Aufspaltung der gelben D-Linie von Natrium, die sich bereits mit einem guten Prisma beobachten lässt.
Wesentlich stärker ist die Spin-Bahn-Wechselwirkung für die Protonen und Neutronen im Atomkern (siehe Schalenmodell (Kernphysik)).

### Halbklassische Deutung für ein Elektron
Nimmt man Eigendrehimpuls (Spin) und magnetisches Moment des Elektrons als vorgegeben, lässt sich die Spin-Bahn-Kopplung anschaulich schon im Bohrschen Atommodell begründen: Aus der Maxwelltheorie und der speziellen Relativitätstheorie folgt, dass auf ein Elektron, wenn es im elektrischen Feld eines Atomkerns kreist, ein magnetisches Feld wirkt. Im Ruhesystem des Elektrons wird nämlich eine kreisende Bewegung des Kerns wahrgenommen. Diese Bewegung stellt aufgrund der Ladung des Kerns einen Kreisstrom dar, welcher nach dem Gesetz von Biot-Savart ein Magnetfeld parallel zum Bahndrehimpulsvektor erzeugt. Das durch den Kreisstrom verursachte Magnetfeld entspricht in dieser klassischen Ansichtsweise dem magnetischen Moment des Bahndrehimpulses. Hinzu kommt der Spin des Elektrons (intrinsische Größe), welcher ebenfalls ein magnetisches Moment hervorruft. Diese magnetischen Momente können nun miteinander wechselwirken. Man stelle sich einen Stabmagneten, welcher den Spin repräsentiert, in dem Feld einer Spule vor, welches das Feld durch die Kreisbewegung darstellt. Es gibt nun eine energetisch günstige Ausrichtung, in der das Feld des Stabmagneten parallel zum Feld der Spule liegt, und eine ungünstige, in der das Feld des Stabmagneten antiparallel zum Feld der Spule liegt. Da das magnetische Moment des Elektrons zu seinem Spin antiparallel ist, ergibt sich für eine Spinrichtung parallel zum Feld eine höhere Energie und für die entgegengesetzte eine niedrigere. Da für einen Spin 1/2 nur diese zwei Einstellmöglichkeiten existieren, wird ein einzelnes Energieniveau in zwei Niveaus aufgespalten, und es gibt in den optischen Spektren zwei gegenüber der ursprünglichen Lage leicht verschobene Linien, die bei grober Betrachtung aber als eine erscheinen.
In der nichtrelativistischen Quantenmechanik wird für jedes Elektron ein entsprechender Summand in der Schrödingergleichung hinzugefügt, in der relativistischen Quantenmechanik  ergeben sich Spin, magnetisches Moment und Spin-Bahn-Wechselwirkung automatisch aus der Diracgleichung.

### Spin-Bahn-Kopplungsenergie für ein Elektron
Der Hamiltonoperator für die Spin-Bahn-Wechselwirkung eines Elektrons im elektrostatischen Zentralfeld lautet
{\displaystyle {\hat {H}}_{\ell s}=-{\hat {\vec {B}}}_{\ell }\cdot {\hat {\vec {\mu }}}_{s}={\frac {a}{\hbar ^{2}}}{\hat {\vec {\ell }}}\cdot {\hat {\vec {s}}}}
{\displaystyle {\hat {H}}_{\ell s}} hängt von der Stärke des durch die Bahnbewegung des Elektrons hervorgerufenen Magnetfelds {\displaystyle B_{\ell }} und seines magnetischen Moments {\displaystyle {\vec {\mu }}_{s}} ab.
Andererseits berechnet sich der Operator durch die Neben- und die Spinquantenzahl {\displaystyle {\vec {\ell }}} und {\displaystyle {\vec {s}}} sowie die die Spin-Bahn-Kopplungskonstante
{\displaystyle a={\frac {Ze^{2}\mu _{0}\hbar ^{2}}{8\pi m_{\mathrm {e} }^{2}r^{3}}}}.
{\displaystyle m_{\mathrm {e} }} bezeichnet die Elektronenmasse, {\displaystyle e} die Elementarladung des Elektrons,
{\displaystyle \mu _{0}} die magnetische Feldkonstante, {\displaystyle \hbar } die reduzierte Planck-Konstante und
{\displaystyle r} den Abstand des Elektrons vom Atomkern und {\displaystyle Z} die Ordnungszahl.
Daraus ergibt sich für Zustände mit  {\displaystyle \ell >0} folgende Energieverschiebung:
{\displaystyle \Delta E={\frac {a}{\hbar ^{2}}}{\hat {\vec {\ell }}}\cdot {\hat {\vec {s}}}={a \over 2}\;[j(j{\mathord {+}}1)-\ell (\ell {\mathord {+}}1)-s(s{\mathord {+}}1)]=\left\{{\begin{array}{ccc}{\frac {a}{2}}\ell &({\text{für}}\ j=\ell +{\frac {1}{2}})\\-{\frac {a}{2}}(\ell +1)&({\text{für}}\ j=\ell -{\frac {1}{2}})\end{array}}\right.}
{\displaystyle j} ist die Quantenzahl des Gesamtdrehimpulses des Teilchens, der in halbzahligen Vielfachen von {\displaystyle \hbar } gequantelt ist. Da der Entartungsgrad der Niveaus {\displaystyle 2j+1} ist, bleibt ihr gewichteter Schwerpunkt von der Spin-Bahn-Aufspaltung unbeeinflusst (Regel der Spektroskopischen Stabilität). Im Bohrschen Modell ist der Bahnradius  des Elektrons 
{\displaystyle r=n^{2}{\tfrac {a_{0}}{Z}}}
mit {\displaystyle n} = Hauptquantenzahl, {\displaystyle a_{0}} = Bohrscher Radius. Daher ist {\displaystyle a} am größten für die innerste bohrsche Bahn ({\displaystyle n=1}). Insgesamt wächst die Aufspaltung durch Spin-Bahn-Kopplung mit steigender Ordnungszahl {\displaystyle Z} also wie {\displaystyle Z^{4}}. In quantenmechanischer Behandlung ist der Faktor {\displaystyle {\tfrac {1}{r^{3}}}} durch den über das jeweilige Orbital genommenen Mittelwert {\displaystyle \left\langle {\tfrac {1}{r^{3}}}\right\rangle } zu ersetzen. Bei Vernachlässigung der Einflüsse anderer Elektronen ergibt sich
{\displaystyle \left\langle {\frac {1}{r^{3}}}\right\rangle ={\frac {Z^{3}}{a_{0}^{3}\,n^{3}\,(\ell +1)(\ell +{\frac {1}{2}})\ell }}}
Der Abstand zwischen den aufgespaltenen Niveaus zu {\displaystyle j=\ell \pm {\tfrac {1}{2}}} beträgt {\displaystyle \Delta E={a \over 2}(2\ell +1)} (siehe auch Landésche Intervallregel). Er tritt z. B. bei der Röntgenphotoelektronenspektroskopie (XPS), bei der Absorption von Röntgenstrahlung und der Emission von charakteristischer Röntgenstrahlung experimentell in Erscheinung, weil diese Prozesse direkt von der Bindungsenergie einzelner Elektronen in inneren Schalen des Atoms abhängen.

### Kopplungsschemata bei mehreren Teilchen
Wenn der Gesamtdrehimpuls des Atoms sich aus den Spins {\displaystyle s_{i}} und Bahndrehimpulsen {\displaystyle \ell _{i}} von mindestens zwei Teilchen ({\displaystyle i=1,2,\ldots }) zusammensetzt, gibt es verschiedene Möglichkeiten, Zwischensummen der Drehimpulse mit jeweils eigenen Quantenzahlen zu bilden. Diese Möglichkeiten werden als Kopplungsschema bezeichnet. Die wichtigsten sind die {\displaystyle jj}-Kopplung mit Quantenzahlen {\displaystyle j_{i}} für die Gesamtdrehimpulse jedes einzelnen Teilchens, und die {\displaystyle LS}-Kopplung mit Quantenzahlen {\displaystyle L} und {\displaystyle S} für die Summe Bahndrehimpulse bzw. Spins aller Teilchen. Grundsätzlich kann man jeden Mehrelektronenzustand wahlweise durch Überlagerung von {\displaystyle jj}-Basiszuständen oder {\displaystyle LS}-Basiszuständen darstellen. Fortgeschrittene Berechnungen der Struktur der Energieeigenzustände der Atomhülle gehen immer von einem solchen intermediären Kopplungsschema aus.

#### jj-Kopplung bei mehreren Elektronen
Für  jedes Teilchen {\displaystyle i} werden Spin- und Bahndrehimpuls addiert und ergeben dessen Gesamtdrehimpuls mit Quantenzahl {\displaystyle j_{i}}. Aus diesen 1-Teilchen-Gesamtdrehimpulsen {\displaystyle j_{i}} wird der Gesamtdrehimpuls der Elektronenhülle mit Quantenzahl {\displaystyle J} gebildet. Sind es mehr als zwei Teilchen, gibt es hier wiederum mehrere Möglichkeiten, die aber keine eigenen Namen erhalten haben.
Das {\displaystyle jj}-Kopplungsschema ergibt Zustände, die bei starker Spin-Bahn-Wechselwirkung eine gute Näherung an die Energieeigenzustände des Atoms darstellen. Die Stärke der Spin-Bahn-Wechselwirkung nimmt in den Atomen mit steigendem {\displaystyle Z} stark zu (wie {\displaystyle Z^{4}}), mit steigender Hauptquantenzahl {\displaystyle n} aber ab. Die Spin-Bahn-Wechselwirkung spielt bei mittelschweren Atomen in den inneren Schalen und bei schweren Atomen in der ganzen Hülle oft eine größere Rolle als die gegenseitige Störung der Elektronen untereinander. In einer bestimmten Elektronenkonfiguration der Hülle befindet sich jedes Elektron daher in einem Zustand einer Unterschale zu festem {\displaystyle n,\,\ell ,\,j} mit einer „guten Quantenzahl“  {\displaystyle j} für seinen Gesamtdrehimpuls. Bei der Zusammensetzung der Drehimpulse {\displaystyle j_{i}} der einzelnen Elektronen zum Gesamtdrehimpuls {\displaystyle J} des Atoms ergibt sich immer {\displaystyle J=0}. Daher sind für den Gesamtdrehimpuls der Atomhülle nur die Elektronen in nicht vollbesetzten Unterschalen zu berücksichtigen.

#### LS-Kopplung bei mehreren Elektronen
Aus den Bahndrehimpulsen aller Teilchen wird  ein Gesamtbahndrehimpuls mit Quantenzahl {\displaystyle L} gebildet, ebenso aus den Spins ein Gesamtspin mit Quantenzahl {\displaystyle S}. Aus {\displaystyle L} und {\displaystyle S} wird der Gesamtdrehimpuls der Elektronenhülle mit Quantenzahl {\displaystyle J} gebildet.  Irrtümlich wird die {\displaystyle LS}-Kopplung aufgrund ihres Namens leicht mit der Spin-Bahn-Wechselwirkung in Zusammenhang gebracht oder sogar damit verwechselt. Gelegentlich wird die {\displaystyle LS}-Kopplung auch als Russell-Saunders-Kopplung bezeichnet, benannt nach Henry Norris Russell und Frederick Albert Saunders.
Die {\displaystyle LS}-Kopplung herrscht vor, wenn die Spin-Bahn-Wechselwirkung vernachlässigt werden kann. {\displaystyle L} und {\displaystyle S} sind dann gute Quantenzahlen, das heißt, sie kommutieren näherungsweise mit dem Hamiltonoperator des Systems. Das gilt bei den Energieeigenzuständen der leichteren Atome, bei denen die gegenseitige elektrostatische Störung der Elektronen eine größere Rolle spielt als die Spin-Bahn-Wechselwirkung jedes einzelnen Elektrons. Die oben beschriebene Abhängigkeit der Energie des einzelnen Elektrons vom Skalarprodukt {\displaystyle ({\hat {\vec {\ell }}}\cdot {\hat {\vec {s}}})} ist bei kleineren Kernladungszahlen Z nämlich so schwach, dass die Elektronen in einer nicht abgeschlossenen Schale in erster Linie durch ihre wechselseitige Coulombabstoßung beeinflusst werden, die nicht von den Spins abhängt. Die Gesamtwellenfunktion eines Energieeigenzustands ist daher in guter Näherung ein Produkt einer Ortswellenfunktion aller Elektronen mit einer Spinfunktion aller Elektronen.
In solchen Zuständen hat (außer für {\displaystyle \ell {\mathord {=}}0}) kein Elektron einen Zustand, der durch eine Quantenzahl {\displaystyle j} für seinen Gesamtdrehimpuls gekennzeichnet werden kann.
Jedoch hat der Gesamtbahndrehimpuls
{\displaystyle {\hat {\vec {L}}}=\sum _{i}{\hat {{\vec {\ell }}_{i}}}}
eine feste Größe (Quantenzahl {\displaystyle L}, Eigenwert {\displaystyle \hbar ^{2}L(L{\mathord {+}}1)} zum Operator {\displaystyle {\hat {\vec {L}}}^{2}}), die auch die Energie dieser Zustände bestimmt. In dieser Näherung hängt die Energie nicht von den Spins ab. Daher handelt es sich immer um entartete Zustände zum gleichen {\displaystyle L}, die formal weiter nach der Quantenzahl {\displaystyle S} für den Gesamtspin der Elektronen aufgeschlüsselt werden können:
{\displaystyle {\hat {\vec {S}}}=\sum _{i}{\hat {{\vec {s}}_{i}}}}.
(Tatsächlich braucht man abgeschlossene Schalen dabei nicht zu berücksichtigen, denn sie haben automatisch {\displaystyle L{\mathord {=}}S{\mathord {=}}0}.) Wenn mindestens zwei Elektronen in derselben Unterschale {\displaystyle n,\ell \ (\ell \neq 0)} sind, dann können {\displaystyle L} und {\displaystyle S} jeweils mehrere verschiedene Werte haben. Sofern die Coulombabstoßung und weitere Energiebeiträge – noch – vernachlässigt sind, gehören sie alle zur gleichen Energie (Entartung). Dabei kommen aber nur diejenigen Kombinationen von {\displaystyle L} und {\displaystyle S} vor, die dem Pauli-Prinzip entsprechen, also bei Vertauschung zweier Elektronen eine antisymmetrische Wellenfunktion ergeben. Die Ortswellenfunktion zweier Elektronen zu gegebenem {\displaystyle L} sind für sich allein bei Vertauschung (innerhalb einer Unterschale) immer schon entweder symmetrisch oder antisymmetrisch, je nachdem ob {\displaystyle L} gerade oder ungerade ist. Auch die Spinwellenfunktion zu gegebenem Gesamtspin {\displaystyle S} ist entweder symmetrisch oder antisymmetrisch, nur im umgekehrten Sinn. Damit insgesamt eine fermionische antisymmetrische Wellenfunktion entsteht, müssen Orts- und Spinfunktion eines Niveaus entgegengesetzte Symmetrie haben.
Wird im nächsten Schritt die Coulomb-Abstoßung der Elektronen berücksichtigt, wird die Energie des Zustands angehoben. Dieser Energiebeitrag ist für die Ortswellenfunktionen zu verschiedenen Gesamtbahndrehimpulsen {\displaystyle L} verschieden, insbesondere ist die Abstoßung für eine symmetrische Ortswellenfunktion ({\displaystyle L} gerade) größer als für antisymmetrische ({\displaystyle L} ungerade). Die Energie hängt also vom Symmetriecharakter der Ortswellenfunktion ab, der, wie eben dargestellt, umgekehrt zum Symmetriecharakter der jeweiligen Spinfunktion sein muss. So ergibt sich schließlich für jeden Wert von {\displaystyle S} eine andere Energie, obwohl die Spins der Elektronen an den Wechselwirkungen rechnerisch überhaupt noch nicht beteiligt wurden. Für leichte Atome (bis etwa zur Kernladungszahl {\displaystyle Z=10}) ist das eine gute Näherung. Den Niveaus leichter Atome können damit die Quantenzahlen {\displaystyle L} und {\displaystyle S} zugeordnet werden. Dies ist das {\displaystyle LS}-Kopplungsschema. Zur {\displaystyle jj}-Kopplung ist es in gewissem Sinn entgegengesetzt (aber die nach {\displaystyle LS}-Kopplung  gebildeten Zustände  sind nicht automatisch orthogonal zu den nach {\displaystyle jj}-Kopplung gebildeten).
Im folgenden Schritt wird die immer noch existente Spin-Bahn-Kopplung eines jeden Elektrons berücksichtigt. Sie macht sich bei den {\displaystyle LS}-Zuständen durch eine weitere feine Aufspaltung bemerkbar, durch die jedem möglichen Eigenwert {\displaystyle J} zum Gesamtdrehimpuls {\displaystyle {\hat {\vec {J}}}{\mathord {=}}{\hat {\vec {L}}}{\mathord {+}}{\hat {\vec {S}}}} eine etwas verschiedene Energie zugeordnet wird (als ob es eine Wechselwirkung der Form {\displaystyle ({\hat {\vec {L}}}\cdot {\hat {\vec {S}}})} gäbe). Es entsteht ein Multiplett mit (im Allgemeinen) {\displaystyle {2S{\mathord {+}}1}} eng benachbarten Niveaus, die in ihren Quantenzahlen {\displaystyle L} und {\displaystyle S} alle übereinstimmen.
Im Falle der {\displaystyle LS}-Kopplung hat also jedes Elektron nach wie vor die Quantenzahlen {\displaystyle n_{i},\ell _{i}}, aber nicht {\displaystyle j_{i}}. Ein Niveau der ganzen Atomhülle hat die drei Quantenzahlen {\displaystyle L,S,J}, die im Termsymbol {\displaystyle ^{2S{\mathord {+}}1}L_{J}} zusammengefasst werden.
Mit zunehmender Kernladungszahl wird die Beschreibung nach der {\displaystyle LS}-Kopplung eine immer schlechtere Näherung, bis ab mittleren Kernladungszahlen die Spin-Bahn-Wechselwirkung der einzelnen Elektronen so groß wird, dass das {\displaystyle jj}-Kopplungsschema zunehmend besser zutrifft. Man sagt, die {\displaystyle LS}-Kopplung wird aufgebrochen. Der Übergangsbereich zwischen beiden Kopplungsschemata wird als intermediäre Kopplung (engl. intermediate coupling) bezeichnet. Sie zeichnet sich bspw. durch eine Aufweichung des Interkombinationsverbotes auf.

### Aufspaltung im Magnetfeld

Wasserstoffniveaus und Spinbahnwechselwirkung unter Einfluss eines Magnetfeldes.

Ein Niveau mit bestimmtem {\displaystyle L}, {\displaystyle S} und {\displaystyle J} enthält {\displaystyle 2J+1} einzelne Zustände mit verschiedenem {\displaystyle M_{J}} {\displaystyle \in \{-J\,,-J+1,\,...\,,\,+J\},}. Ohne Magnetfeld sind sie energetisch entartet und bilden ein einziges Niveau. Bei endlichem Magnetfeld gilt das nicht mehr:
- In einem schwachen Magnetfeld behalten die drei Quantenzahlen {\displaystyle L}, {\displaystyle S} und {\displaystyle J} ihren Sinn, aber die Energien spalten nach den {\displaystyle M_{J}} auf. Es entstehen {\displaystyle 2J+1} Niveaus (mit gleichen {\displaystyle L}, {\displaystyle S}, {\displaystyle J}). Die magnetische Zusatzenergie {\displaystyle \Delta E_{M_{J}}} dieser Energieeigenzustände ist proportional zum Magnetfeld {\displaystyle B} und  zu {\displaystyle M_{J}} (siehe Zeeman-Effekt und Landé-Faktor).
- Wird diese Aufspaltung so groß, dass sie gegenüber dem Energieunterschied zu den Niveaus mit benachbarten {\displaystyle J}-Werten nicht mehr vernachlässigbar ist, wird die Kopplung von {\displaystyle L} und {\displaystyle S} zu einem festen Wert {\displaystyle J} zunehmend aufgebrochen. Die Energieeigenzustände haben dann nach wie vor die Quantenzahlen  {\displaystyle L} und {\displaystyle S}, sind aber Überlagerungen der Zustände mit verschiedenem {\displaystyle J}, haben also keine feste Quantenzahl {\displaystyle J} mehr. Ihre Energien variieren nichtlinear mit dem Magnetfeld, bis im Extremfall des starken Feldes (Paschen-Back-Effekt) die Zustände zu festen Werten {\displaystyle M_{L}} und  {\displaystyle M_{S}} zu Energieeigenzuständen werden und deren Energien wieder linear vom Magnetfeld abhängen.

Das gleiche geschieht auch bei einem einzelnen äußeren Elektron mit bestimmtem {\displaystyle \ell }, {\displaystyle s} und {\displaystyle j}. Während im schwachen Magnetfeld alle Niveaus je nach {\displaystyle j} ihre Zeeman-Aufspaltung proportional {\displaystyle m_{j}} zeigen, gehen die Niveaus im starken Magnetfeld in Zustände zu festen Quantenzahlen {\displaystyle m_{s}} und {\displaystyle m_{\ell }} über (s. Abbildung).

## Ungebundene Teilchen
Wenn ein Teilchen beispielsweise gestreut und dadurch aus seiner Flugrichtung abgelenkt wird, ruft die Spin-Bahn-Wechselwirkung im Allgemeinen eine Abhängigkeit des differentiellen Wirkungsquerschnitts vom Azimutwinkel hervor (siehe auch Spinpolarisation, Mott-Streuung). Auch in Kernreaktionen und für alle Elementarteilchen mit starker Wechselwirkung (Hadronen) spielt die Spin-Bahn-Wechselwirkung eine entsprechende Rolle.